# Rebel Meets Rebel
Rebel Meets Rebel fue una banda norteamericana de metal y country fundada por Dimebag Darrell (guitarra), David Allan Coe (voz), Vinnie Paul (batería) y Rex Brown (bajo) en 2000. Mientras que Dimebag, Brown y Paul eran miembros de Pantera, David Allan Coe es un vocalista en solitario. El único álbum del grupo, Rebel Meets Rebel, fue editado el 2 de mayo de 2006, aunque fue compuesto unos seis años antes, a través del sello Big Vin Records, propiedad de Vinnie Paul. Este disco alcanzó el puesto número 38 en la lista de éxitos estadounidense.
Originalmente, la canción "Rebel Meets Rebel" estaba pensada para ser un dueto entre Coe y Phil Anselmo, pero la ruptura de relaciones entre los miembros de Pantera y Anselmo hizo que no se pudiese llevar a cabo.

## Discografía
- Rebel Meets Rebel - 2006 - Big Vin Records

## Miembros
- David Allan Coe - Voz
- Dimebag Darrell - Guitarra
- Rex Brown - Bajo
- Vinnie Paul - Batería